# François Bédos de Celles

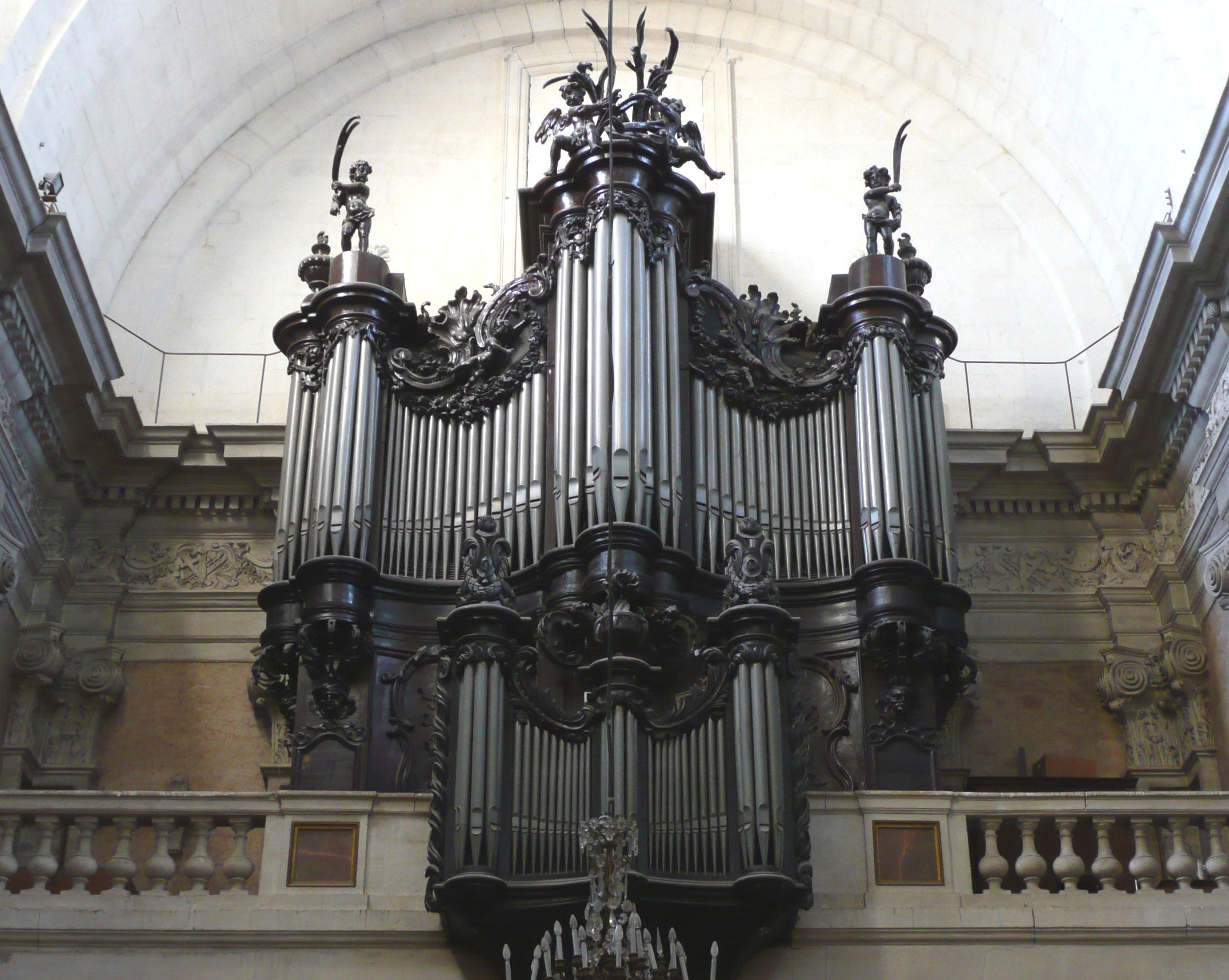
Kerkorgel, gebouwd in 1751-1752 door Dom Bédos, in de Basilique Notre-Dame des Tables te Montpellier

François Bédos de Celles (Caux, 24 januari 1709 - Saint-Denis, 25 november 1779), bekend onder de naam Dom Bédos, was een Franse benedictijner monnik, orgelbouwer en gnomonist.

## Zijn leven
Hij stamt uit een gegoede familie die afkomstig was uit het bisdom Béziers. Dom Bédos studeert in Pézenas en treedt toe tot de orde van de Benedictijnen in het klooster van La Daurade in Toulouse op 7 mei 1726. Hij wordt in 1758 gekozen als lid van de Académie Royale des Sciences in Parijs en in 1759 tot lid van de Académie Royale in Bordeaux. In 1763 trekt hij zich terug in de abdij van Saint-Denis.

## Zijn werk
Dom Bédos wordt bekend met zijn werk als orgelbouwer. Het is niet bekend bij wie hij het vak leerde, wel dat hij al vroeg contact heeft met de orgelbouwer Jean-François l'Epine l'Aîné. In 1760 schrijft en publiceert hij als onderzoeker van de gnomonica het werk La Gnomonique pratique ou l'Art de tracer les cadrans solaires avec la plus grande précision.
L'Art du Facteur d'Orgues
In Saint-Denis zal hij in 1766 zijn bekendste werk schrijven getiteld L'Art du Facteur d'Orgues. Het werk behandelt de aspecten van de orgelbouw met betrekking tot het Franse barokke orgel, en wordt gepubliceerd tussen 1766 en 1778. De 26 afbeeldingen zijn afkomstig uit de kopie die wordt bewaard in de bibliotheek van de St.Bernardus abdij in Bornem.

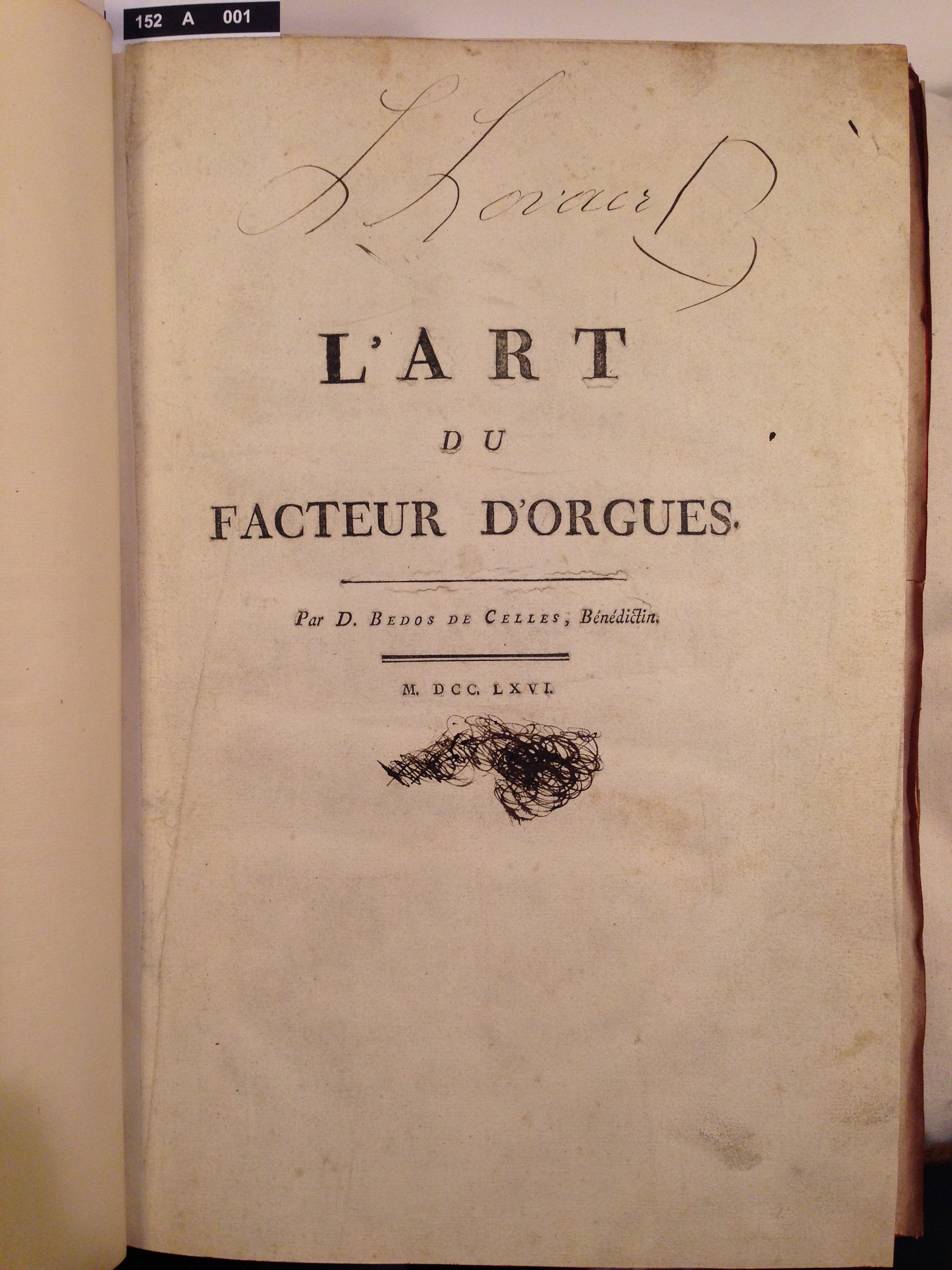
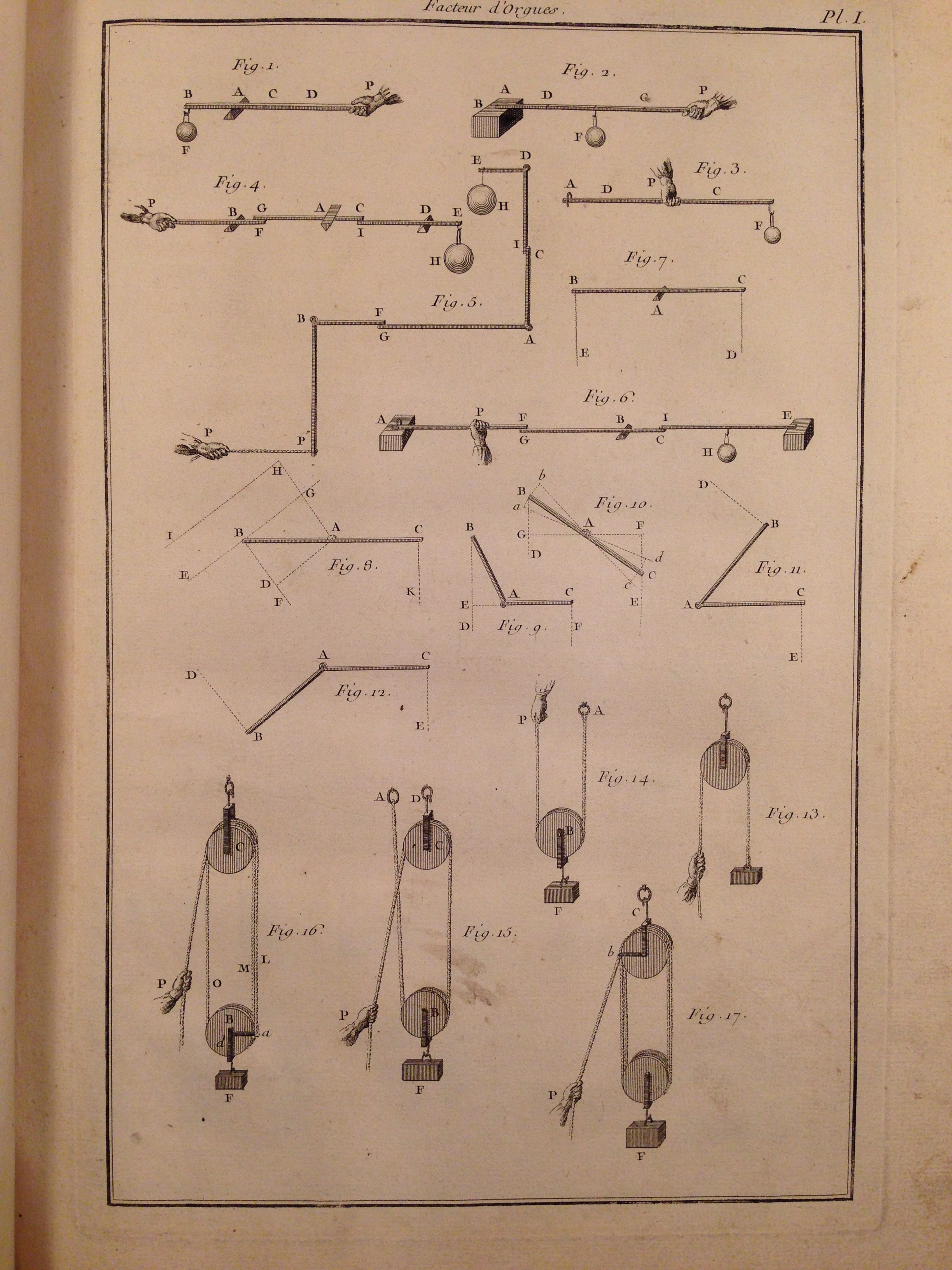
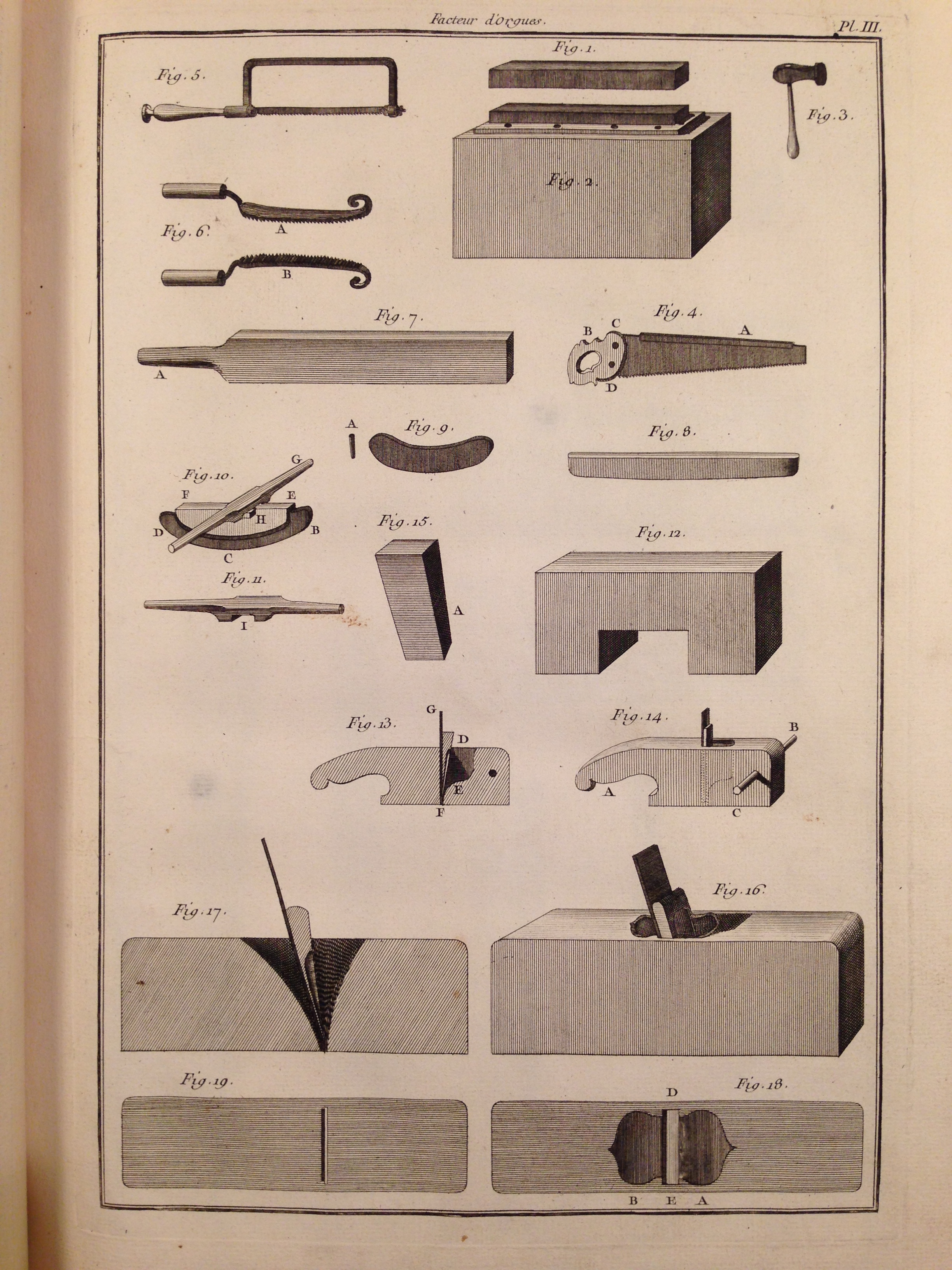
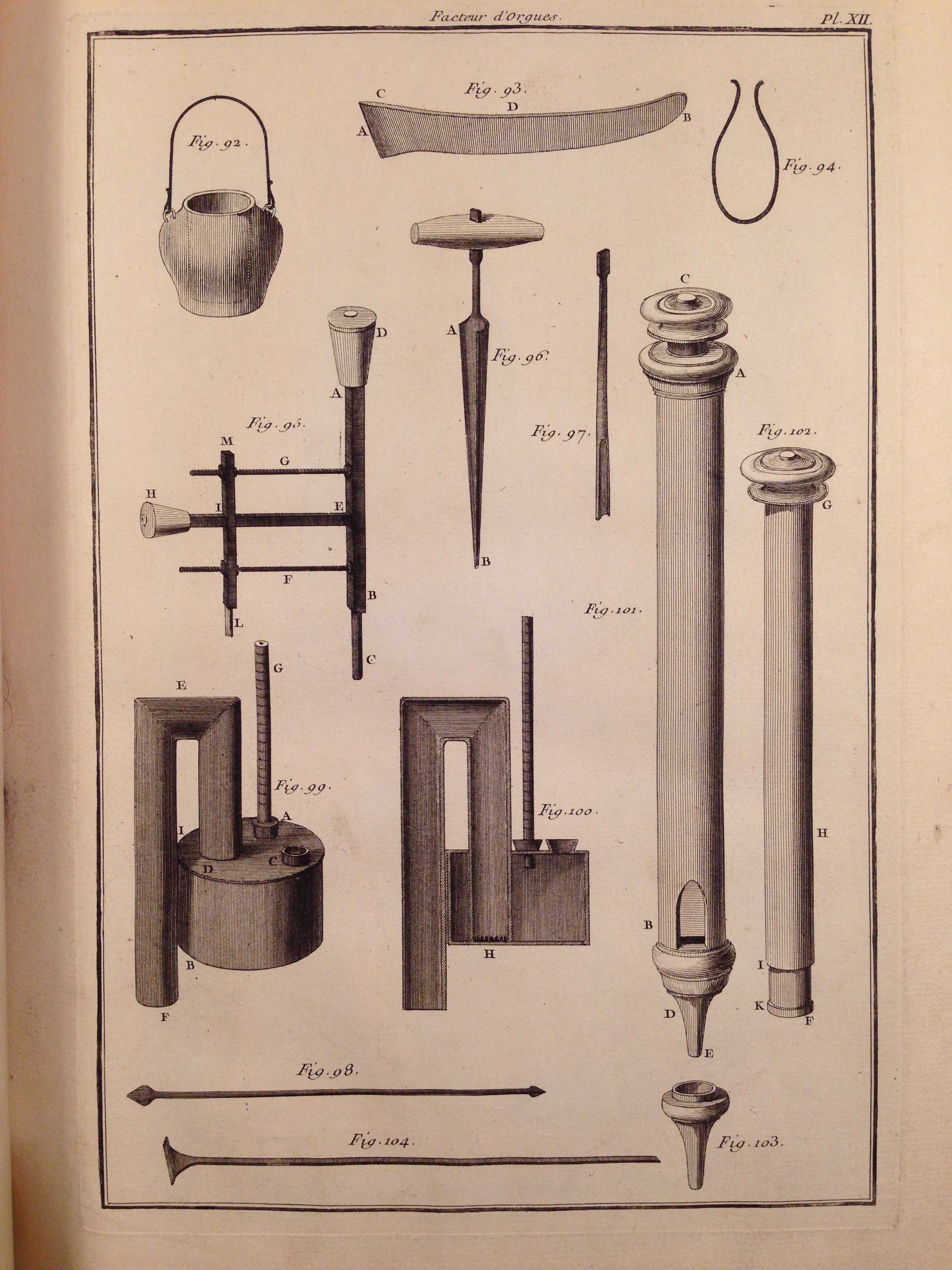
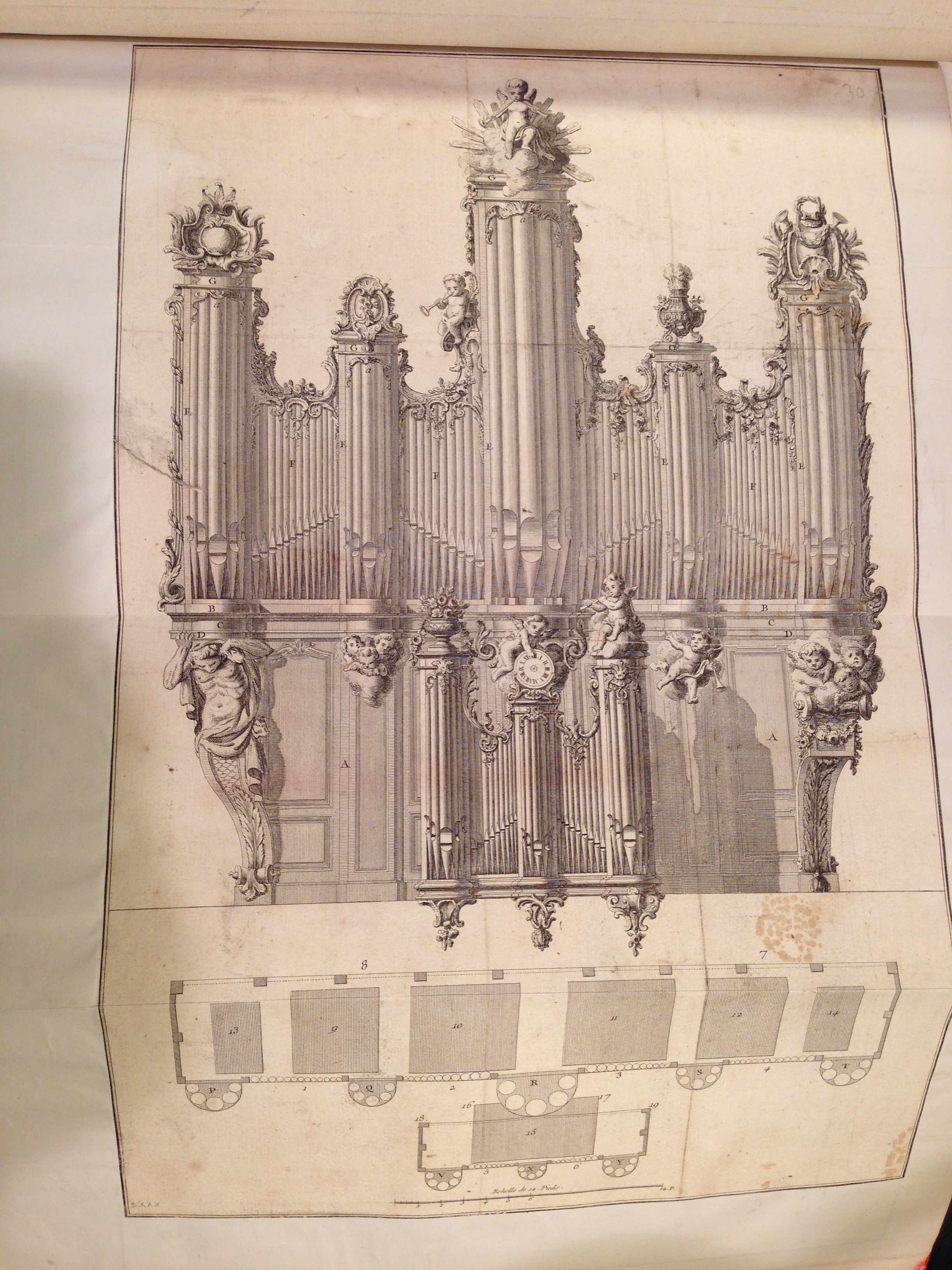
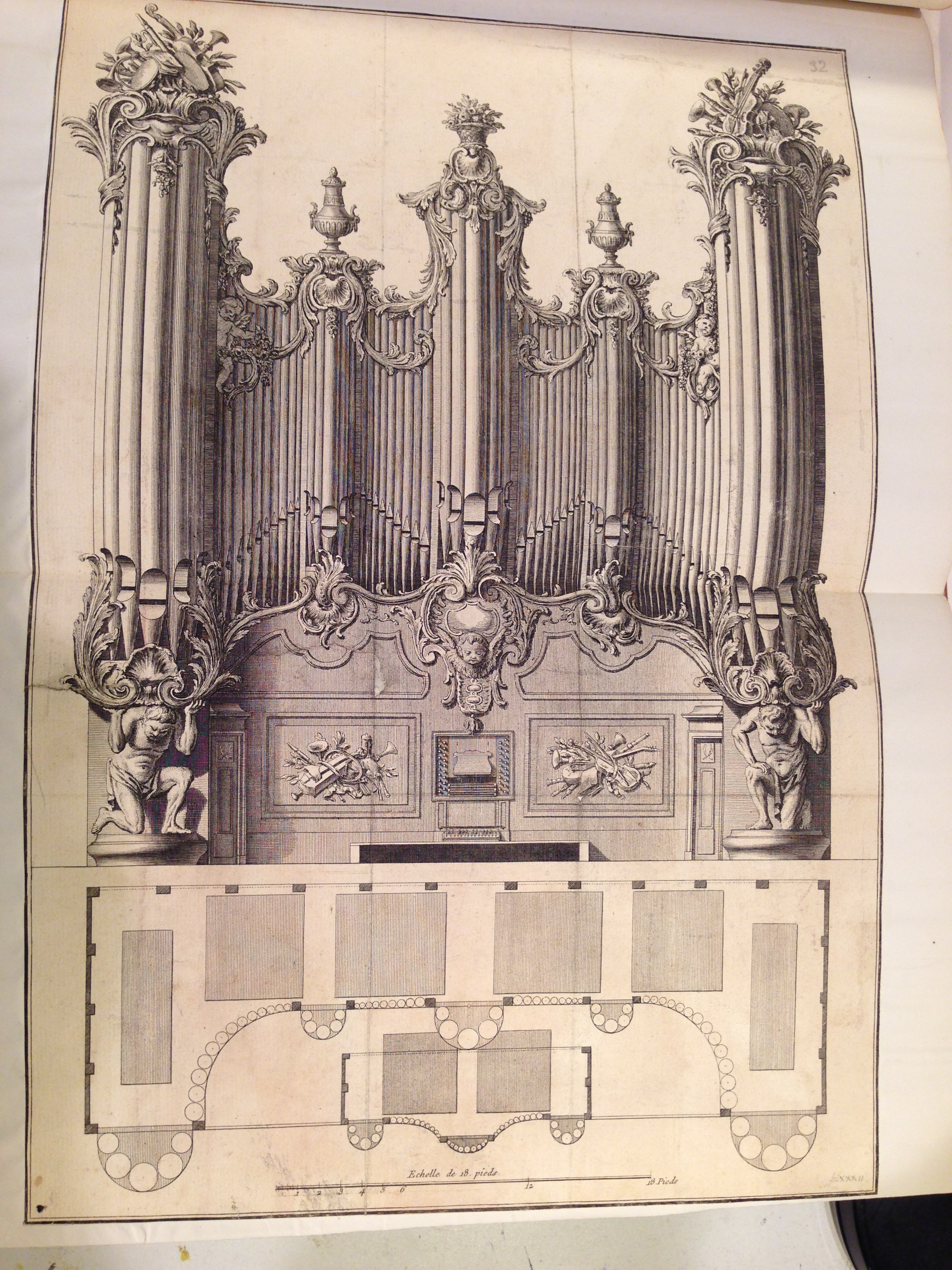
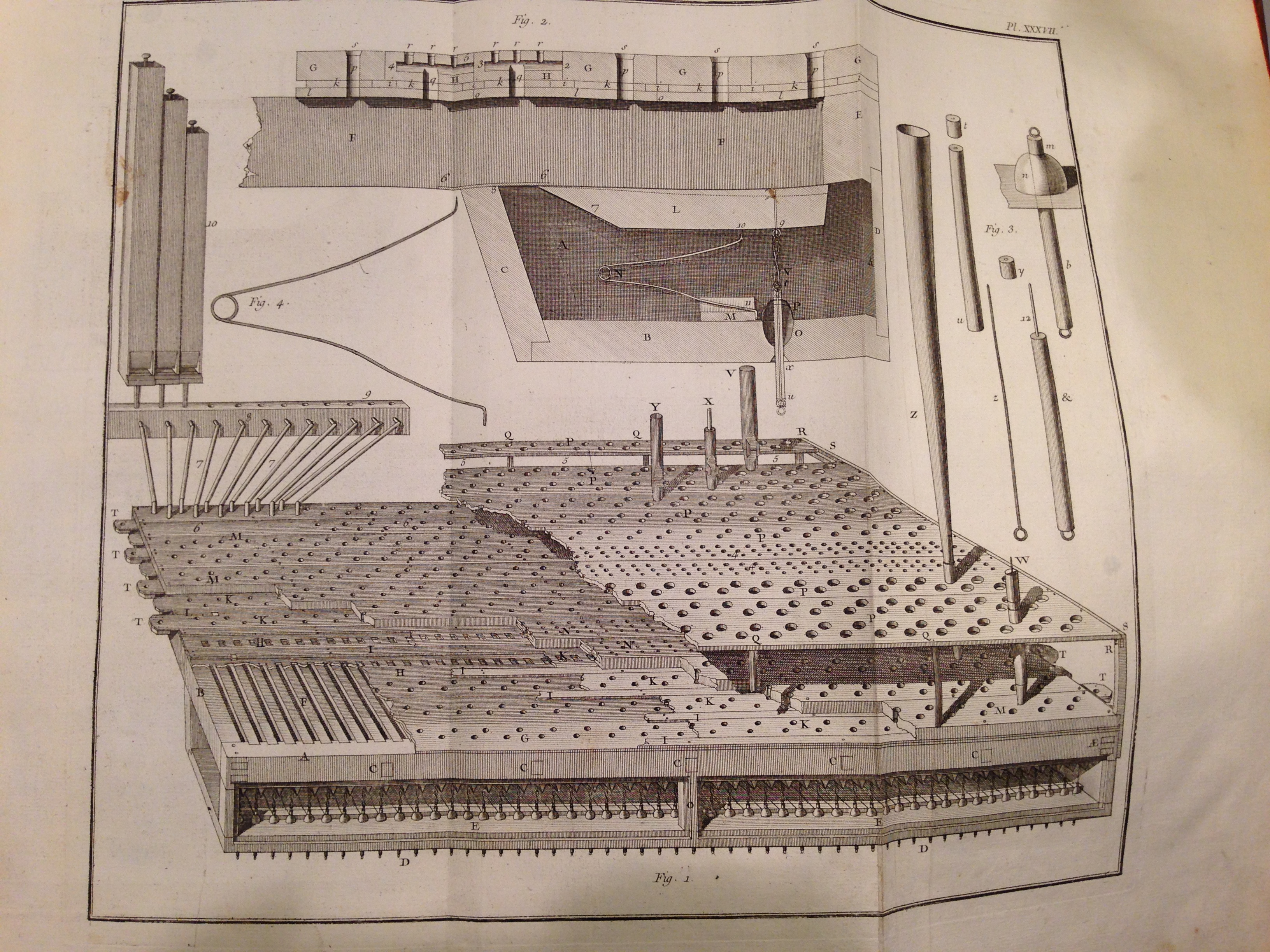
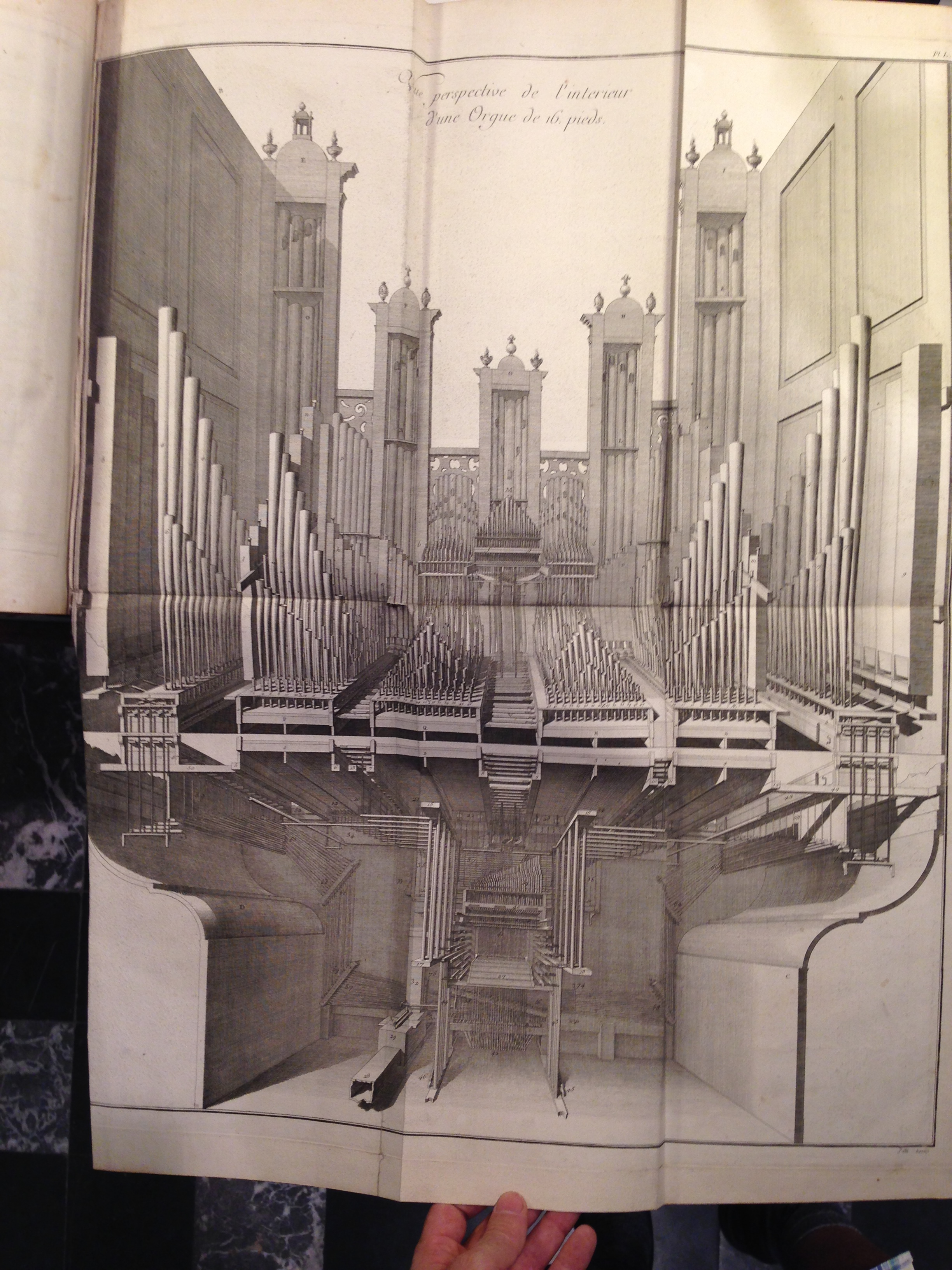
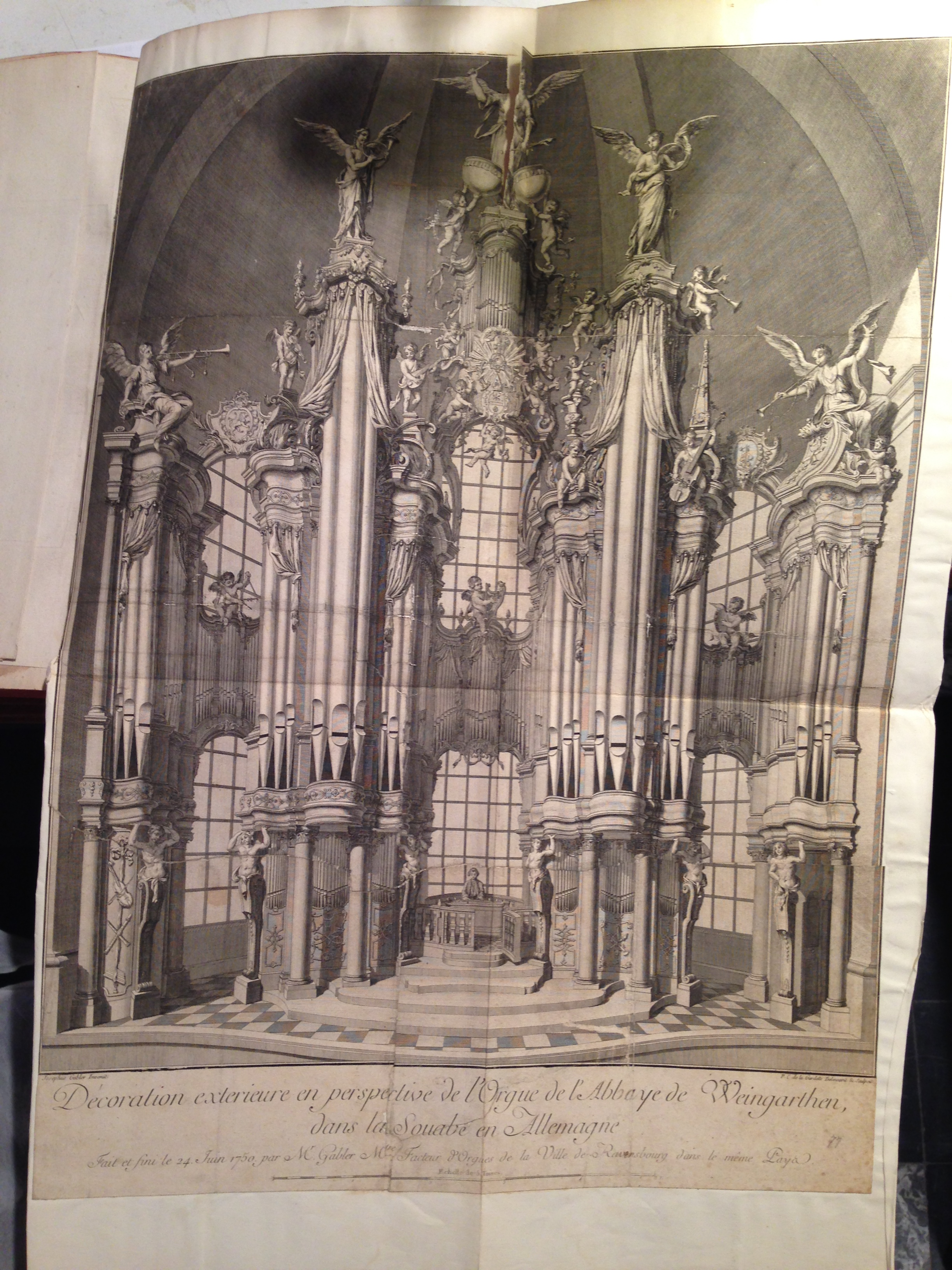
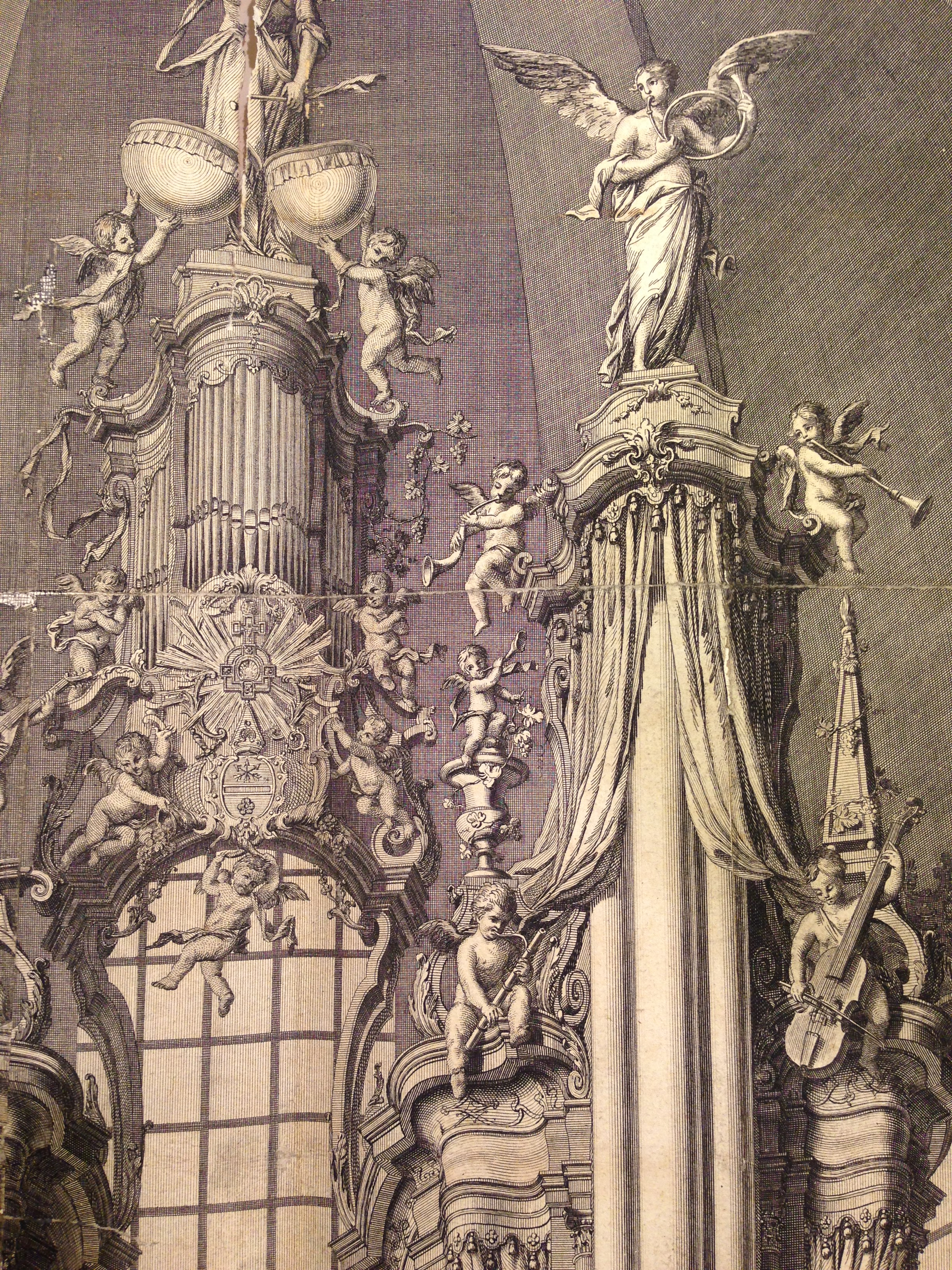
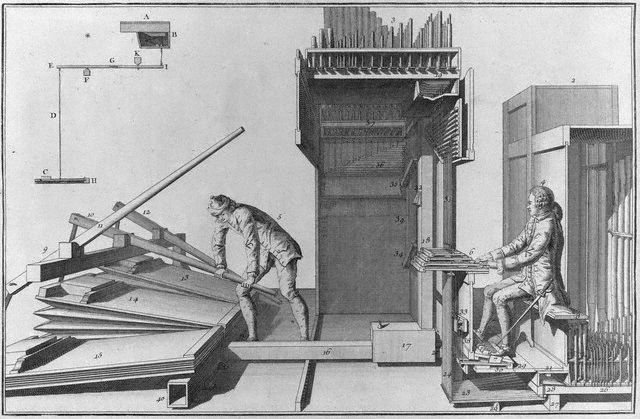
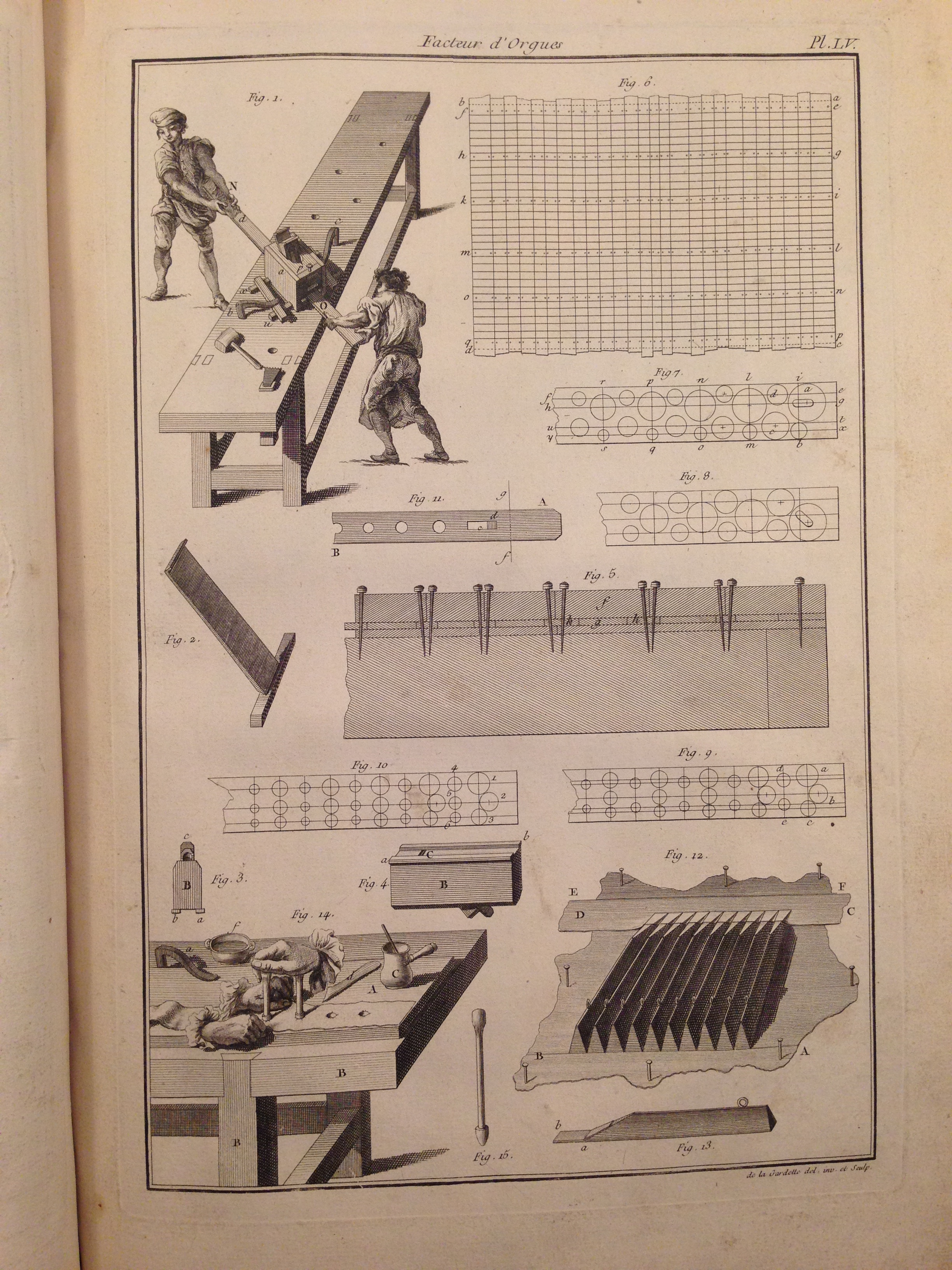
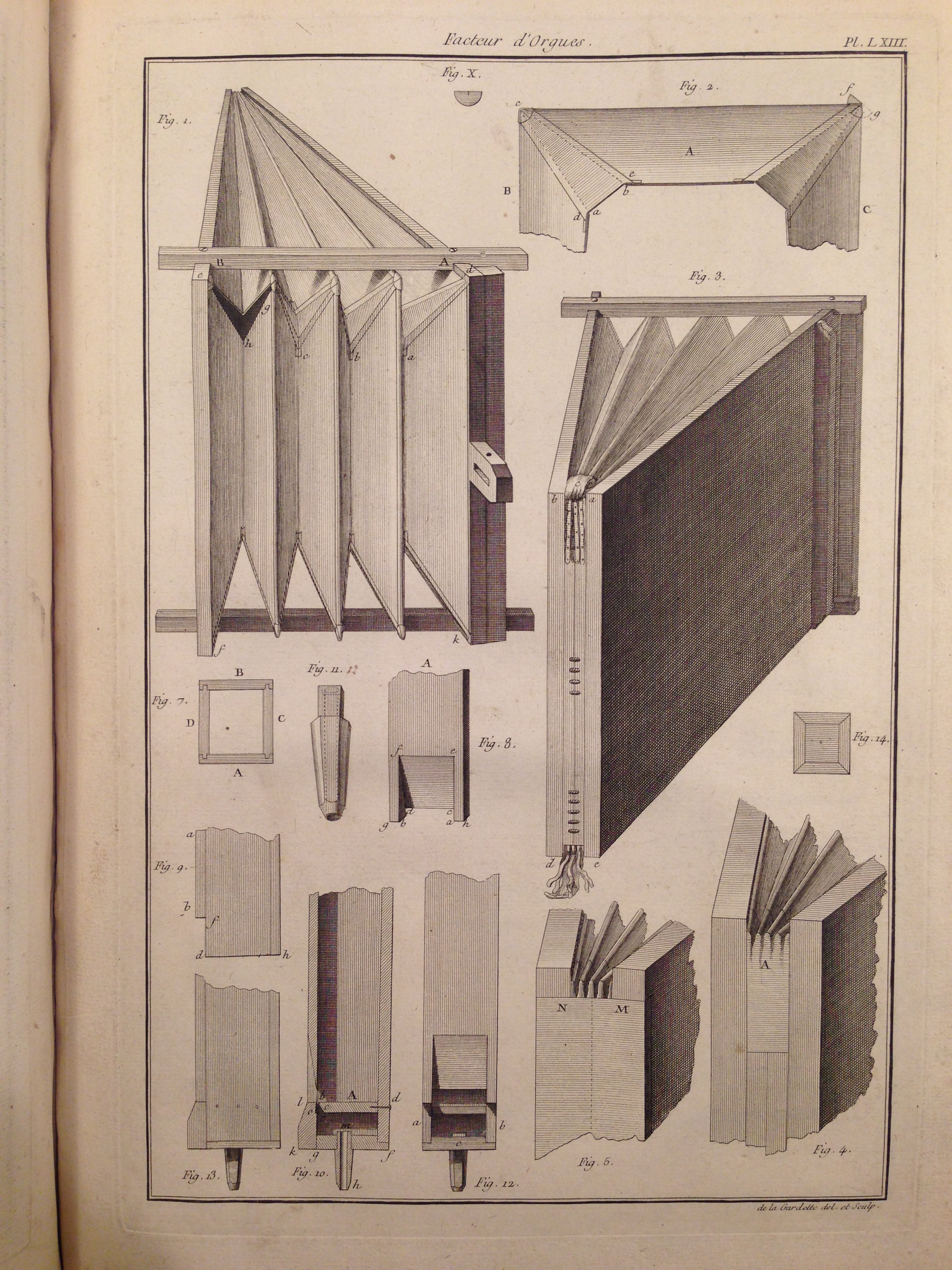
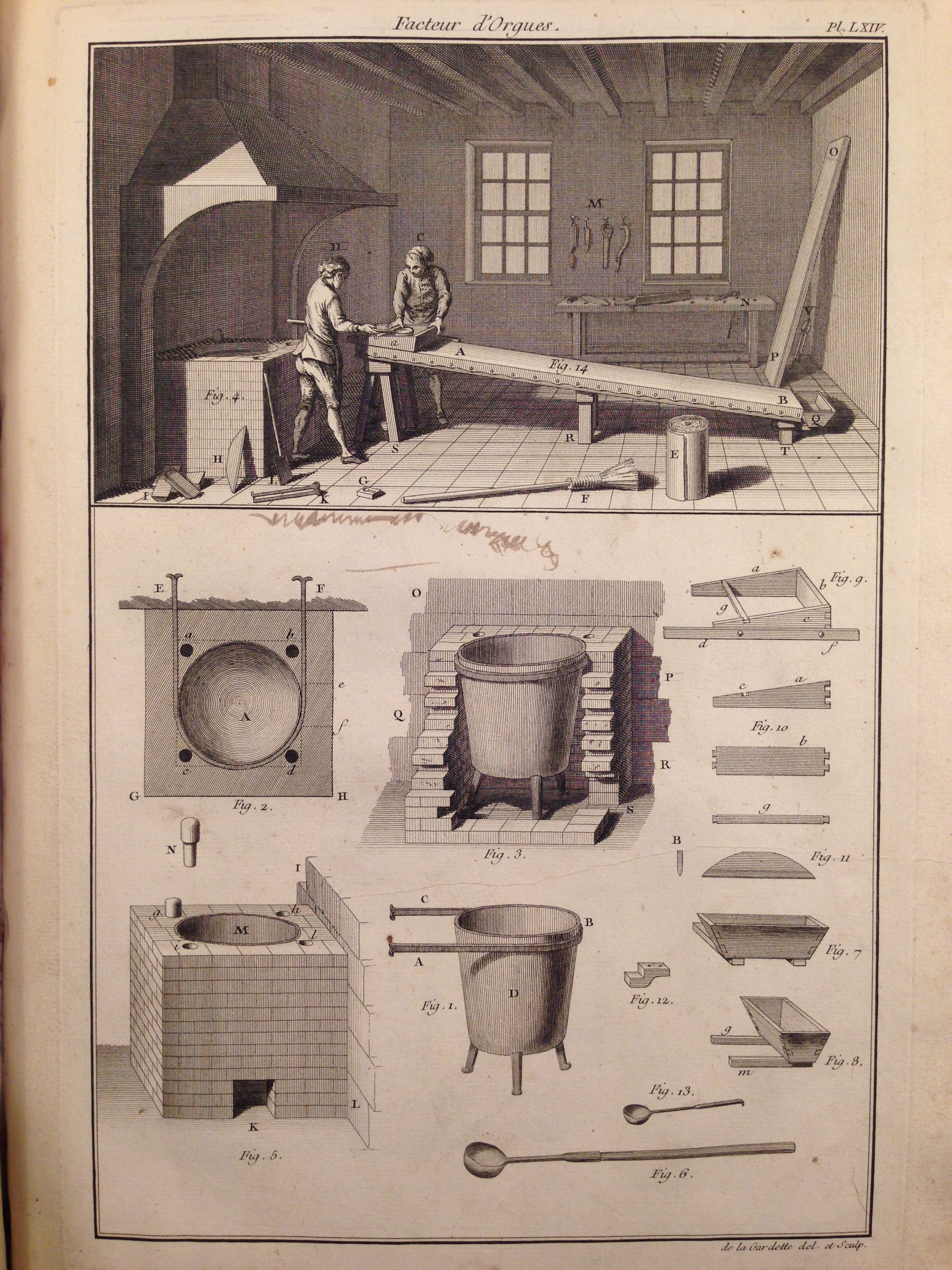
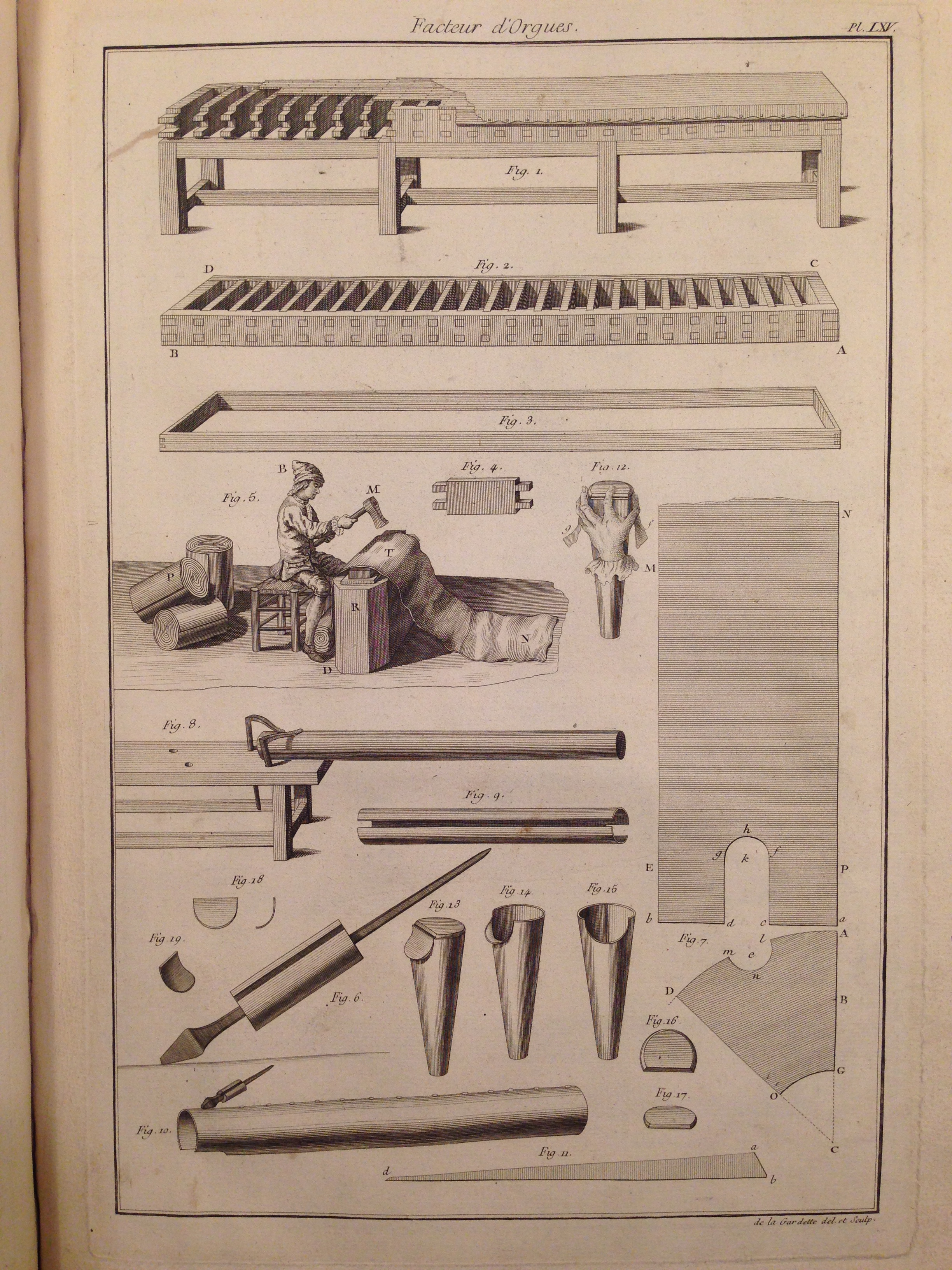
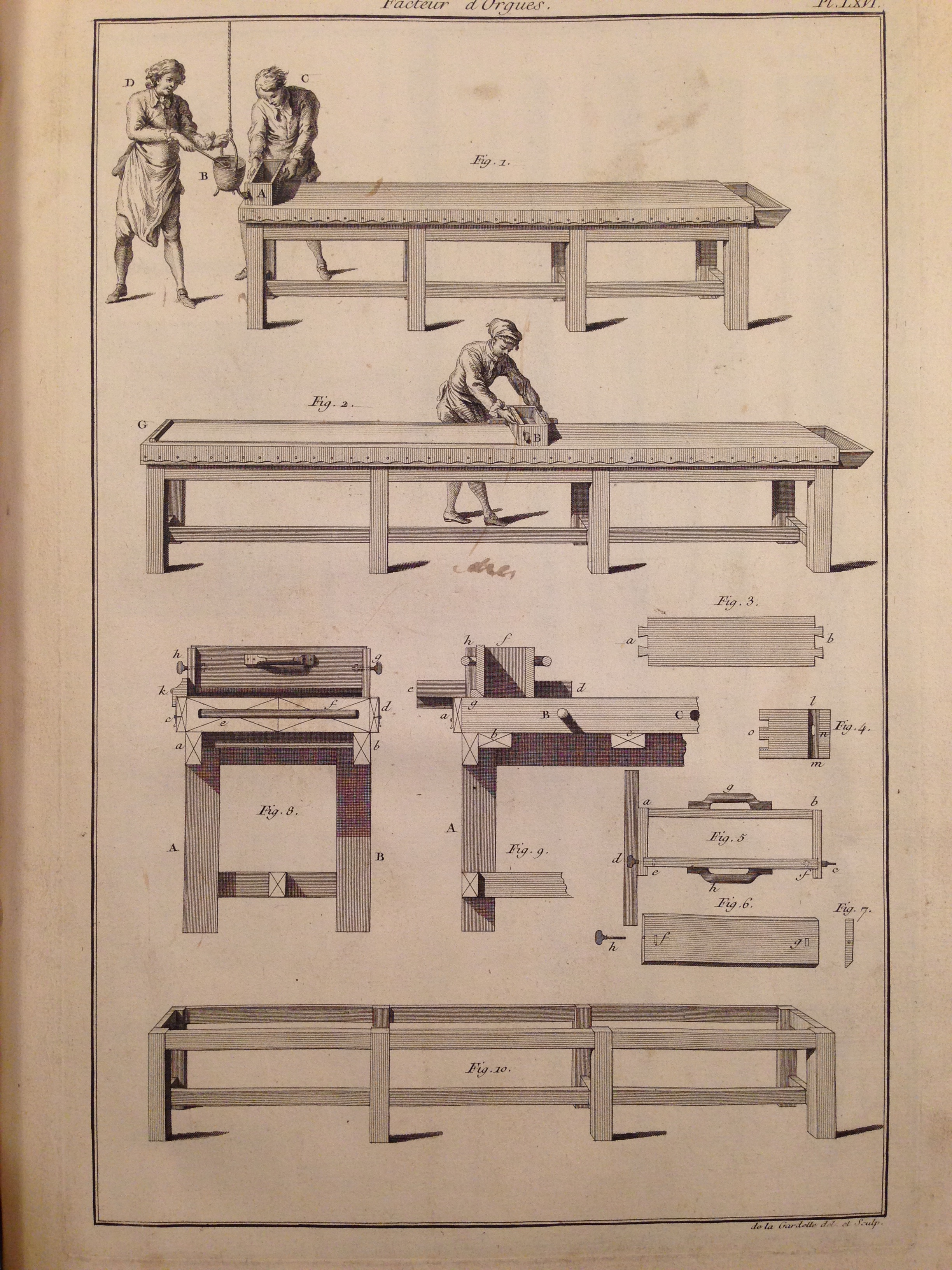
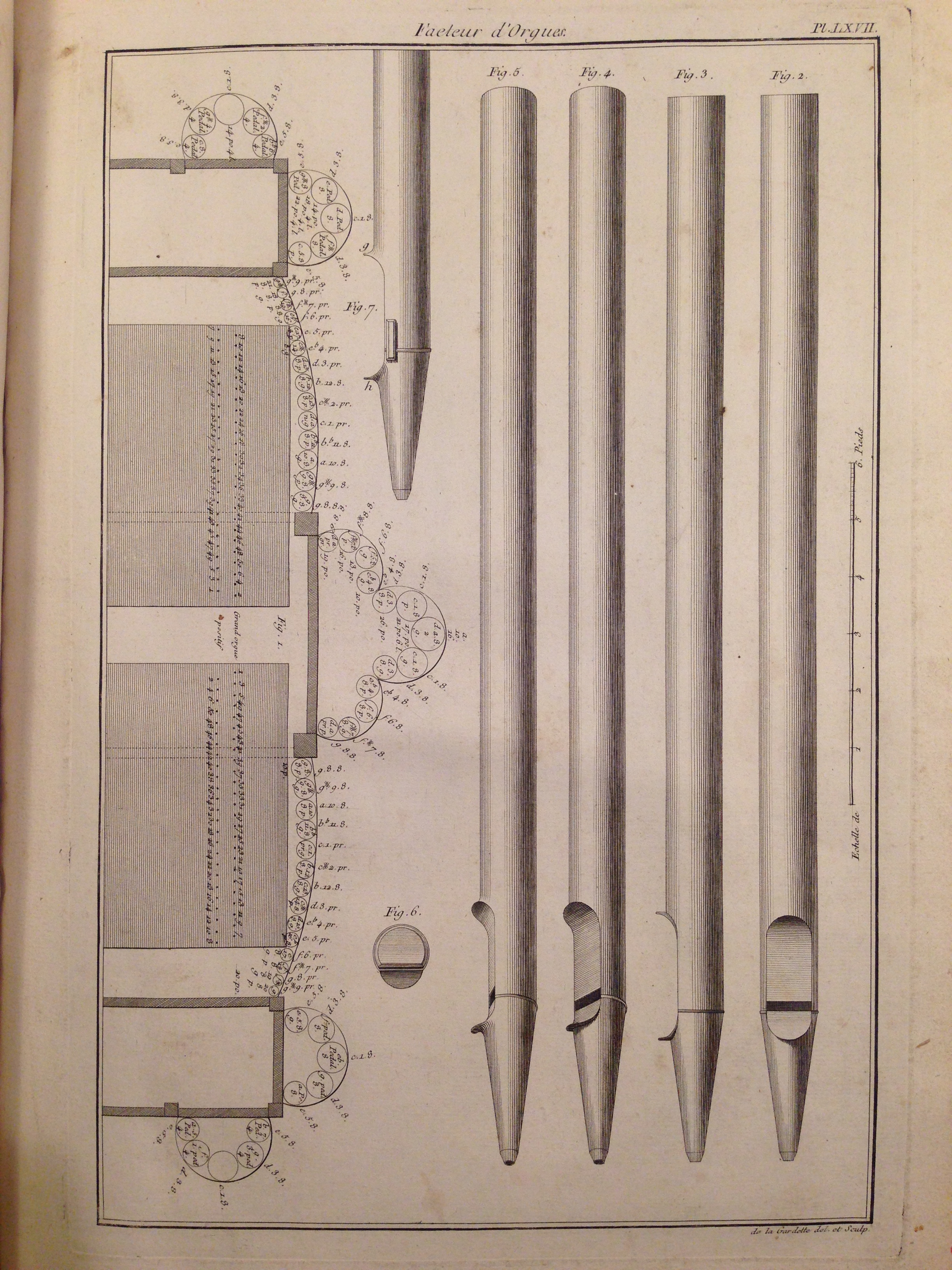
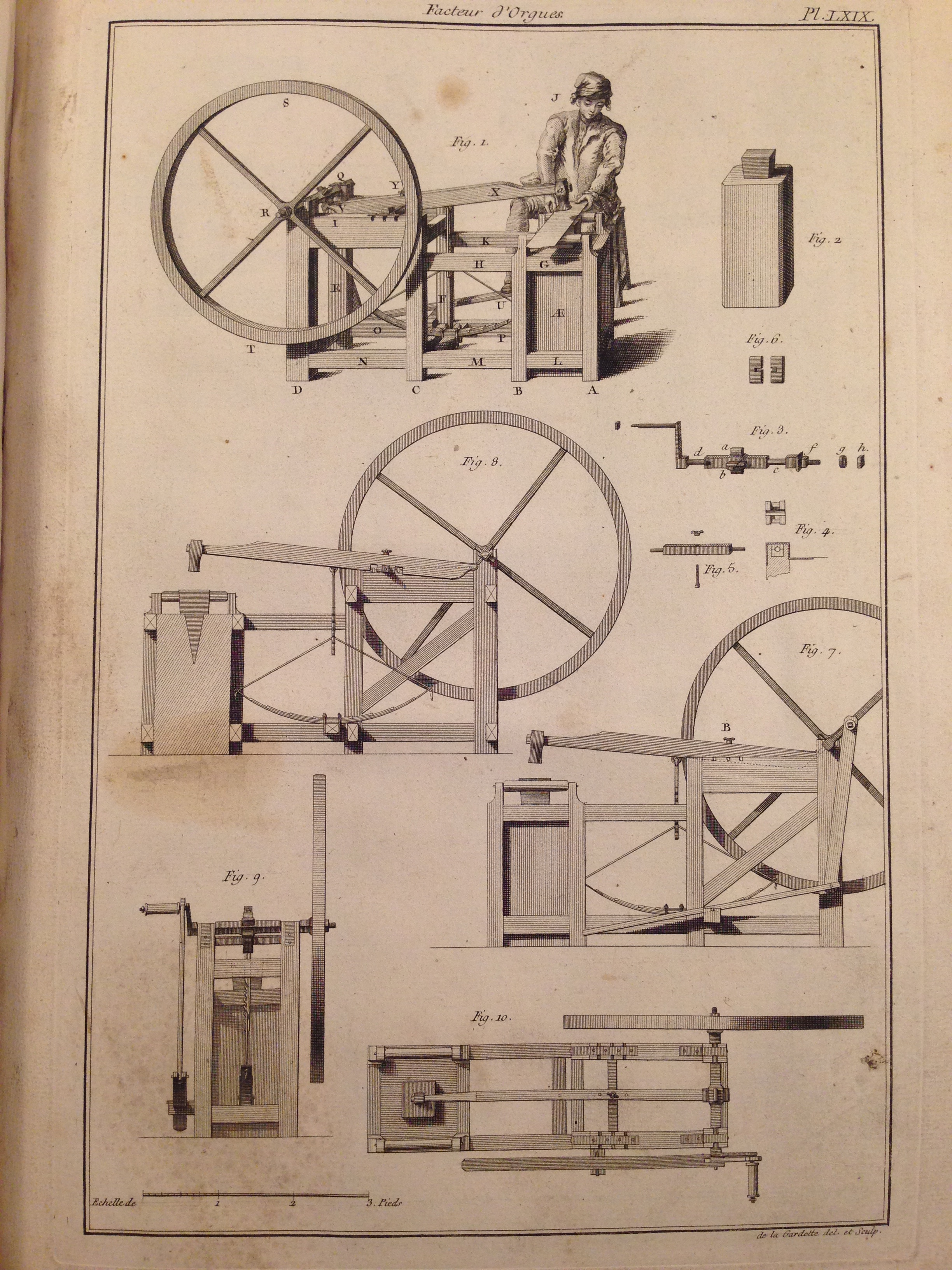
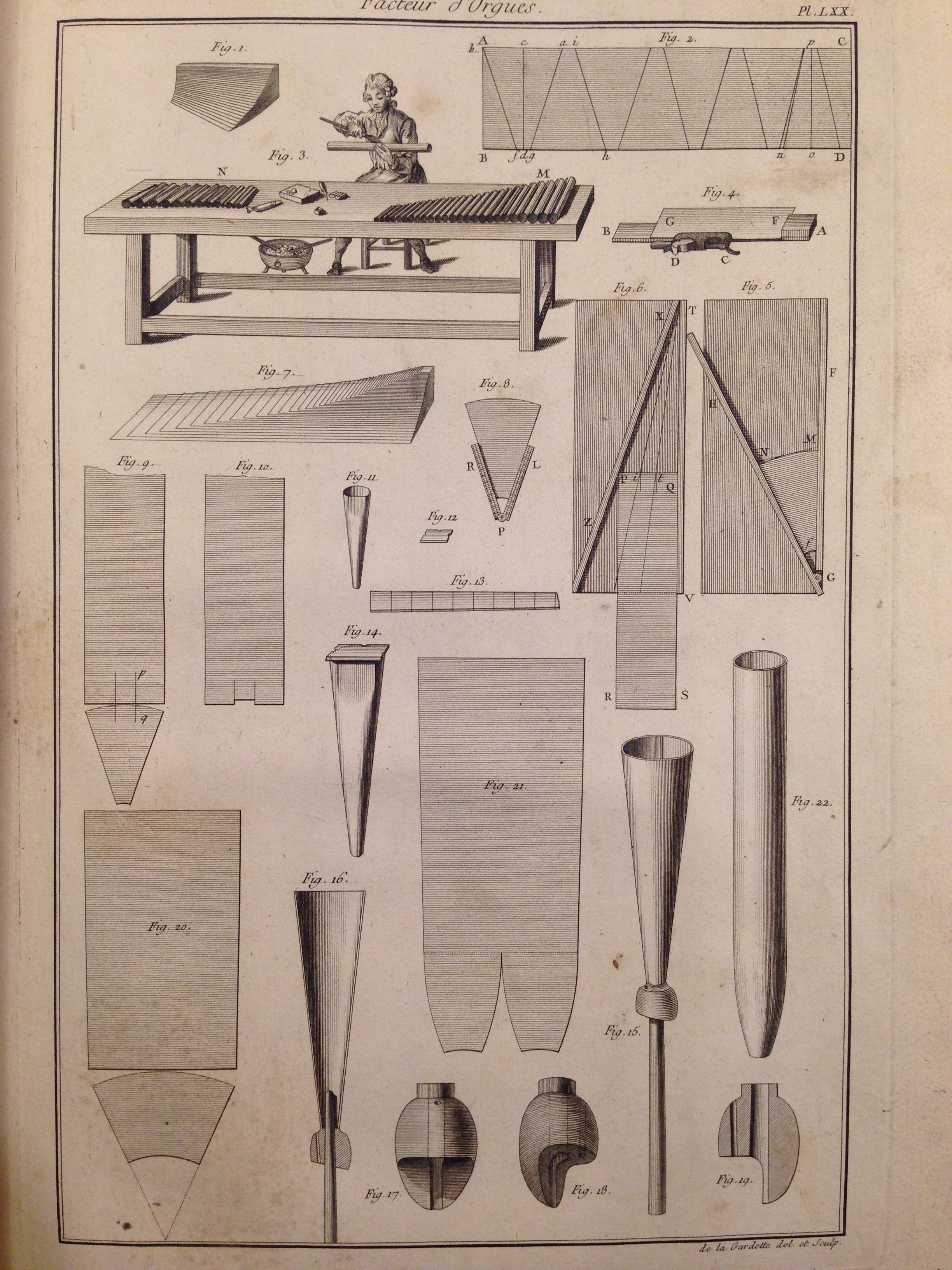
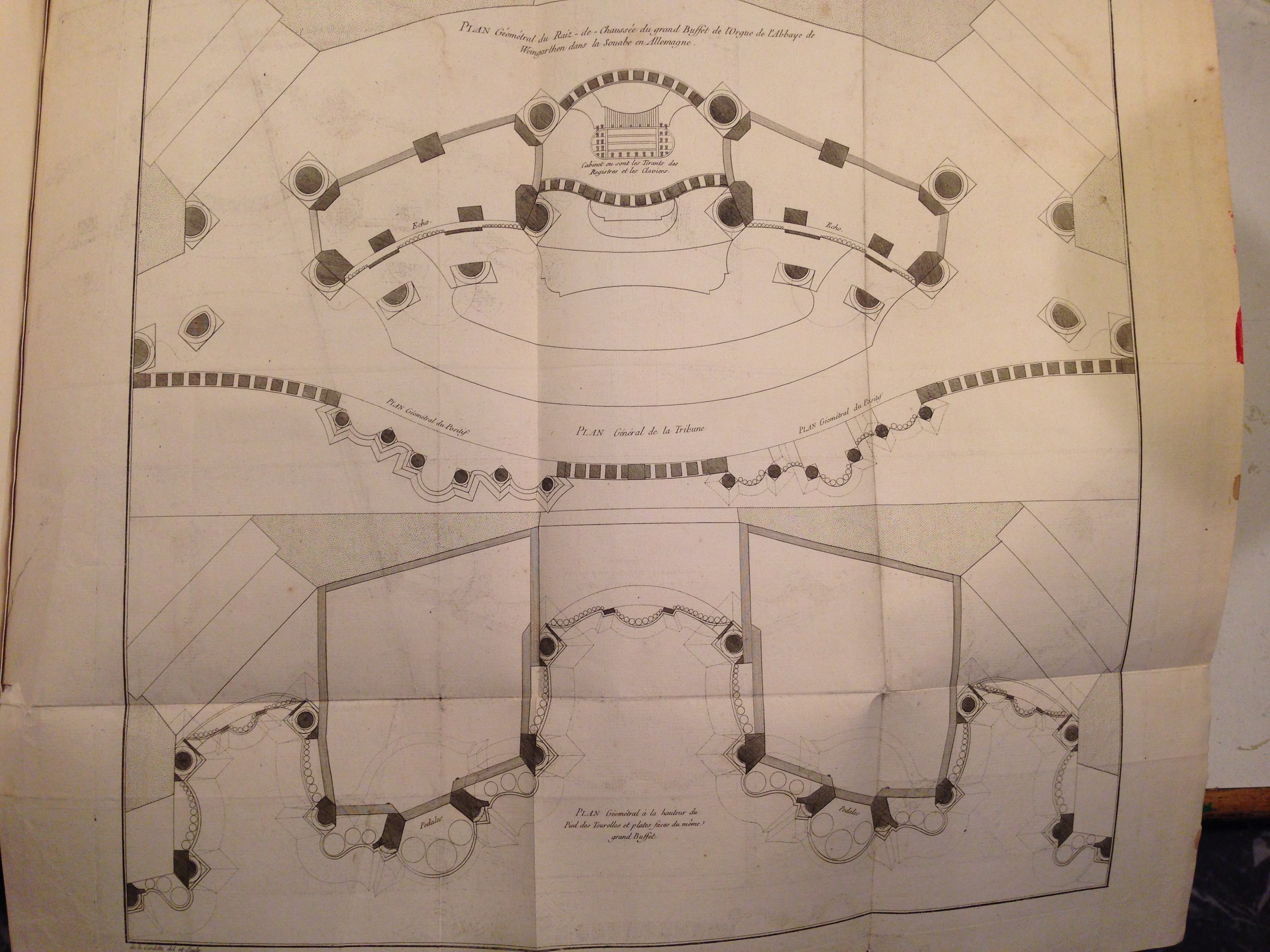
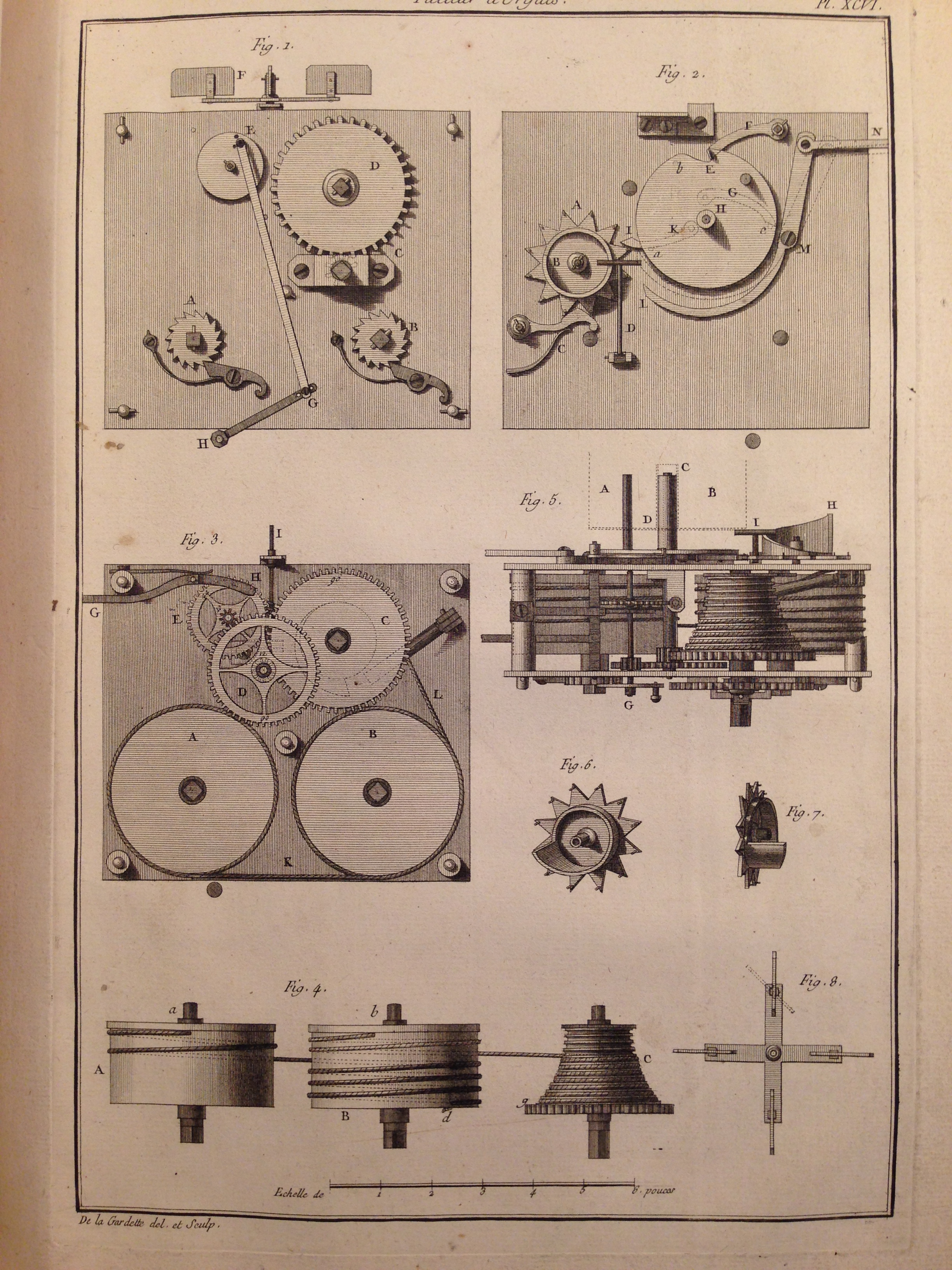
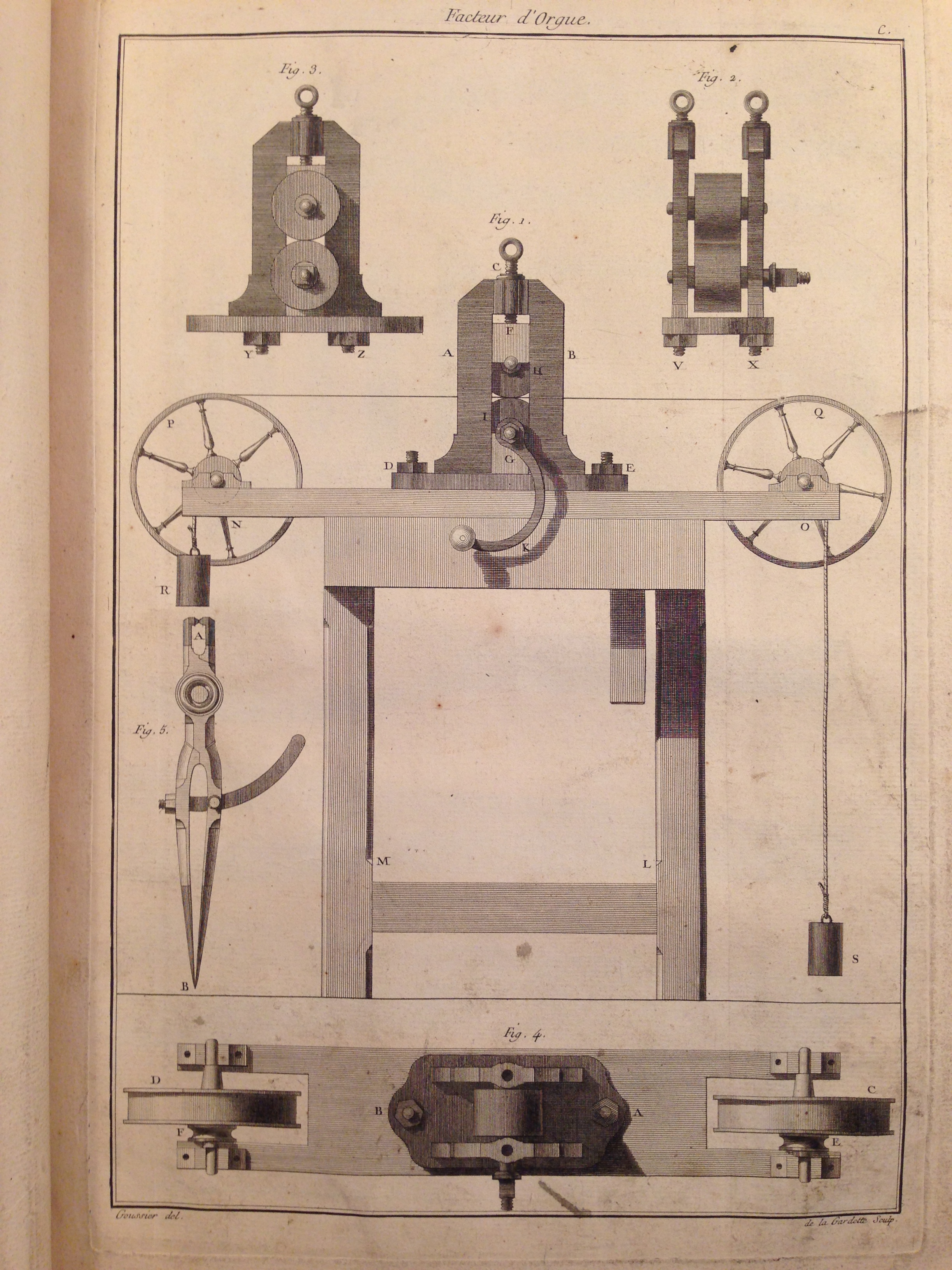
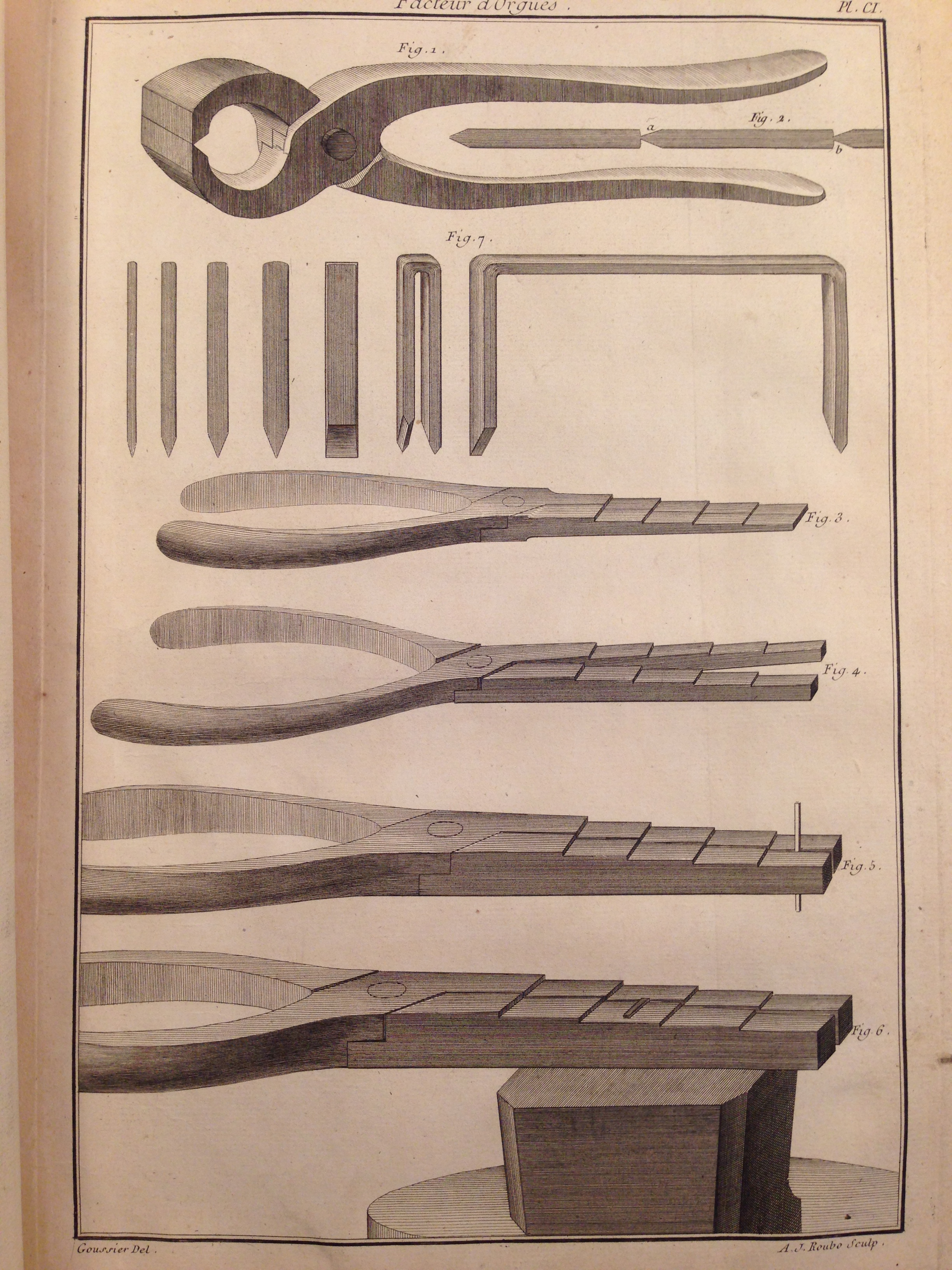
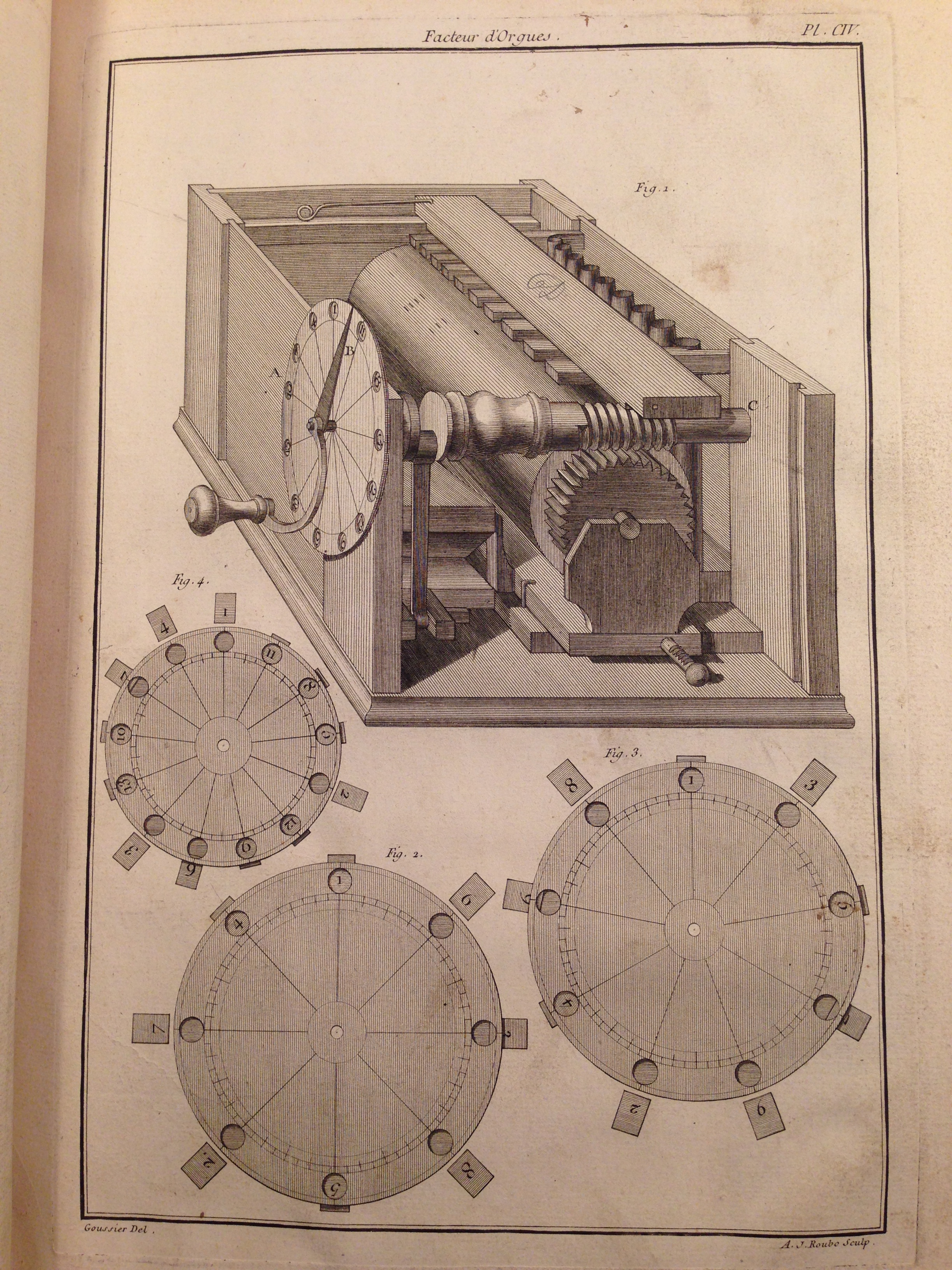
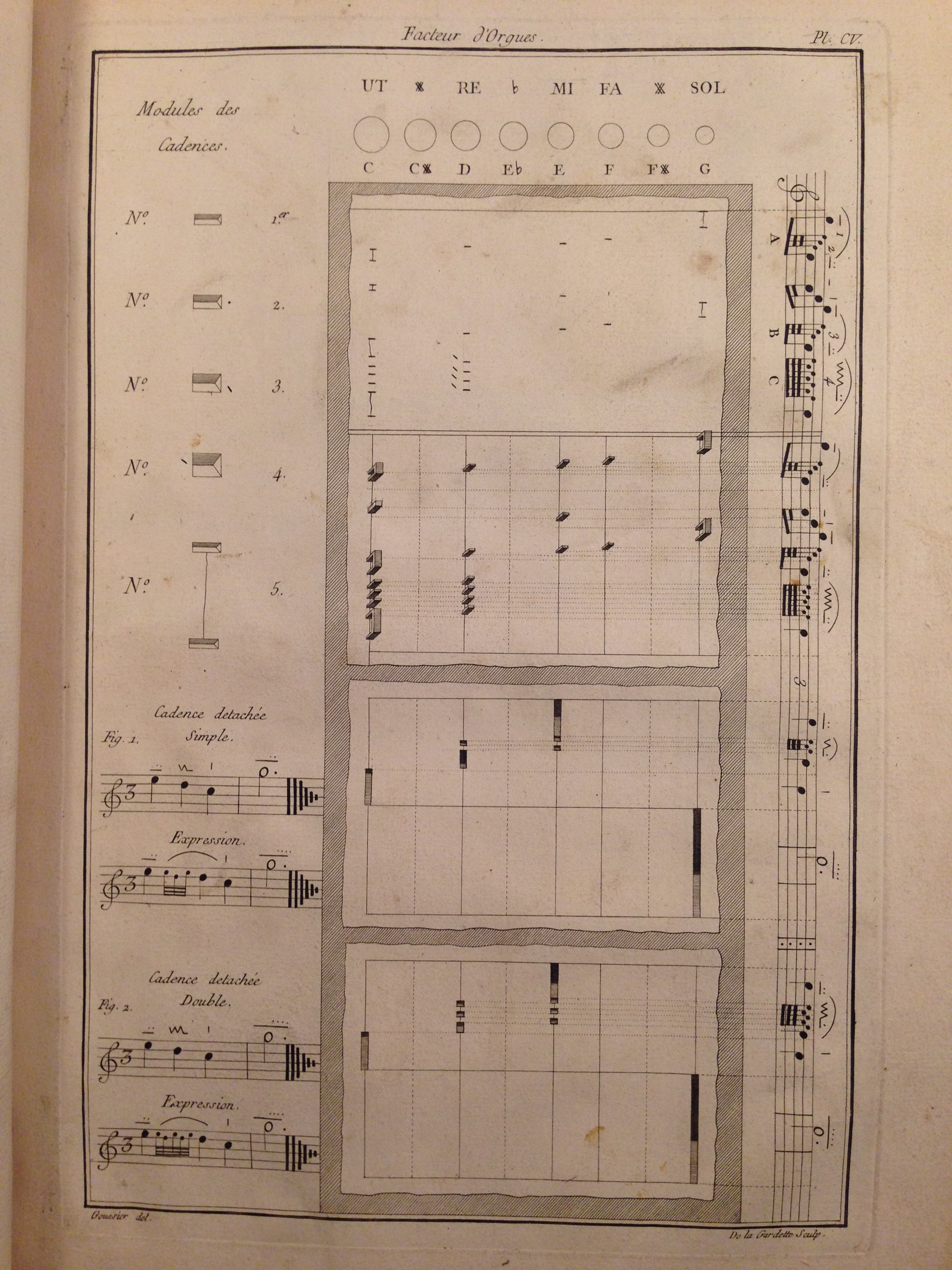
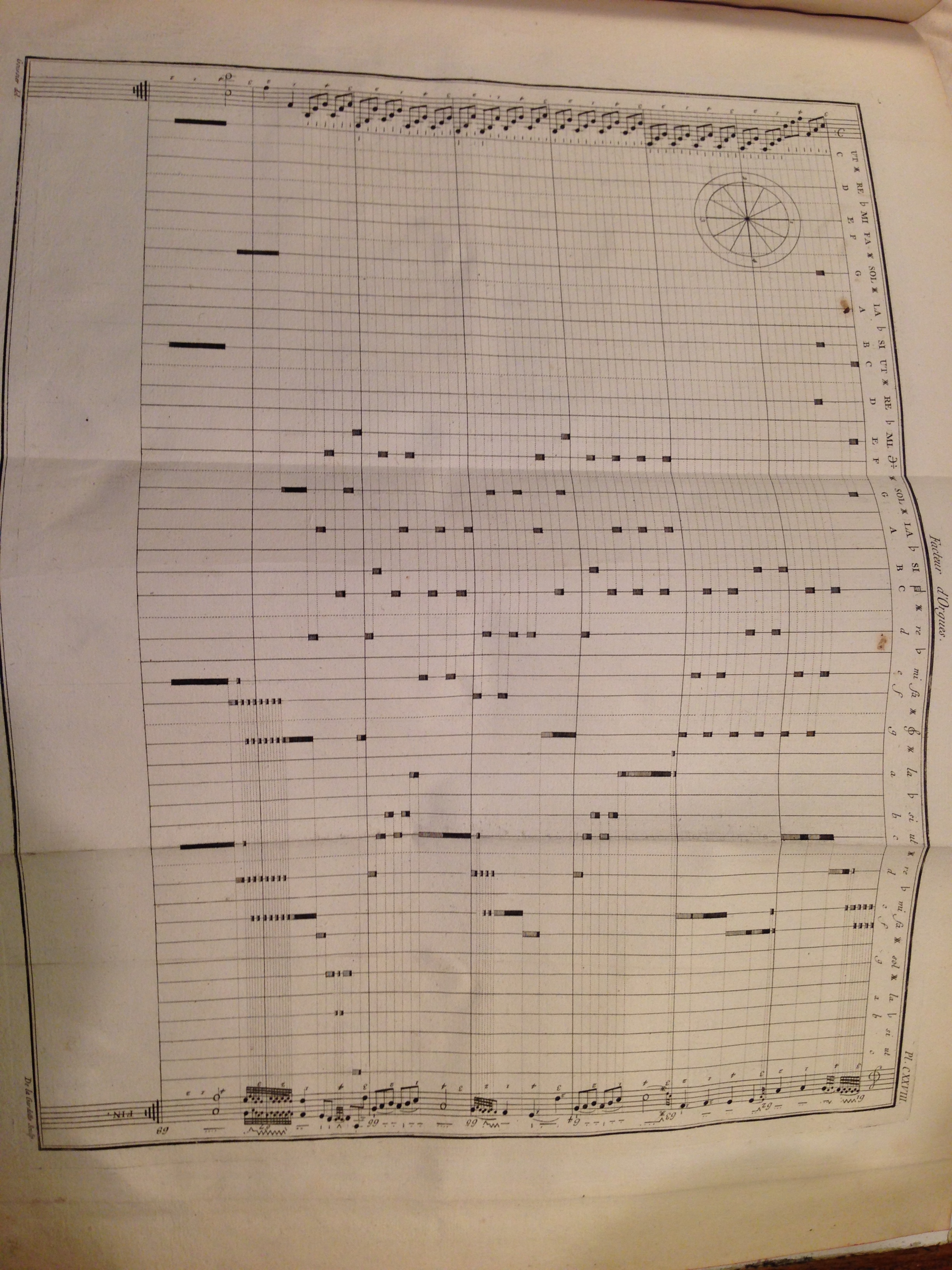

François Bédos de Celles · Joseph Binvignat · Aristide Cavaillé-Coll · Anselmo Gavioli · Langhedul · Limonaire Frères · Charles Marenghi · Charles Mutin